# 印度再生能源

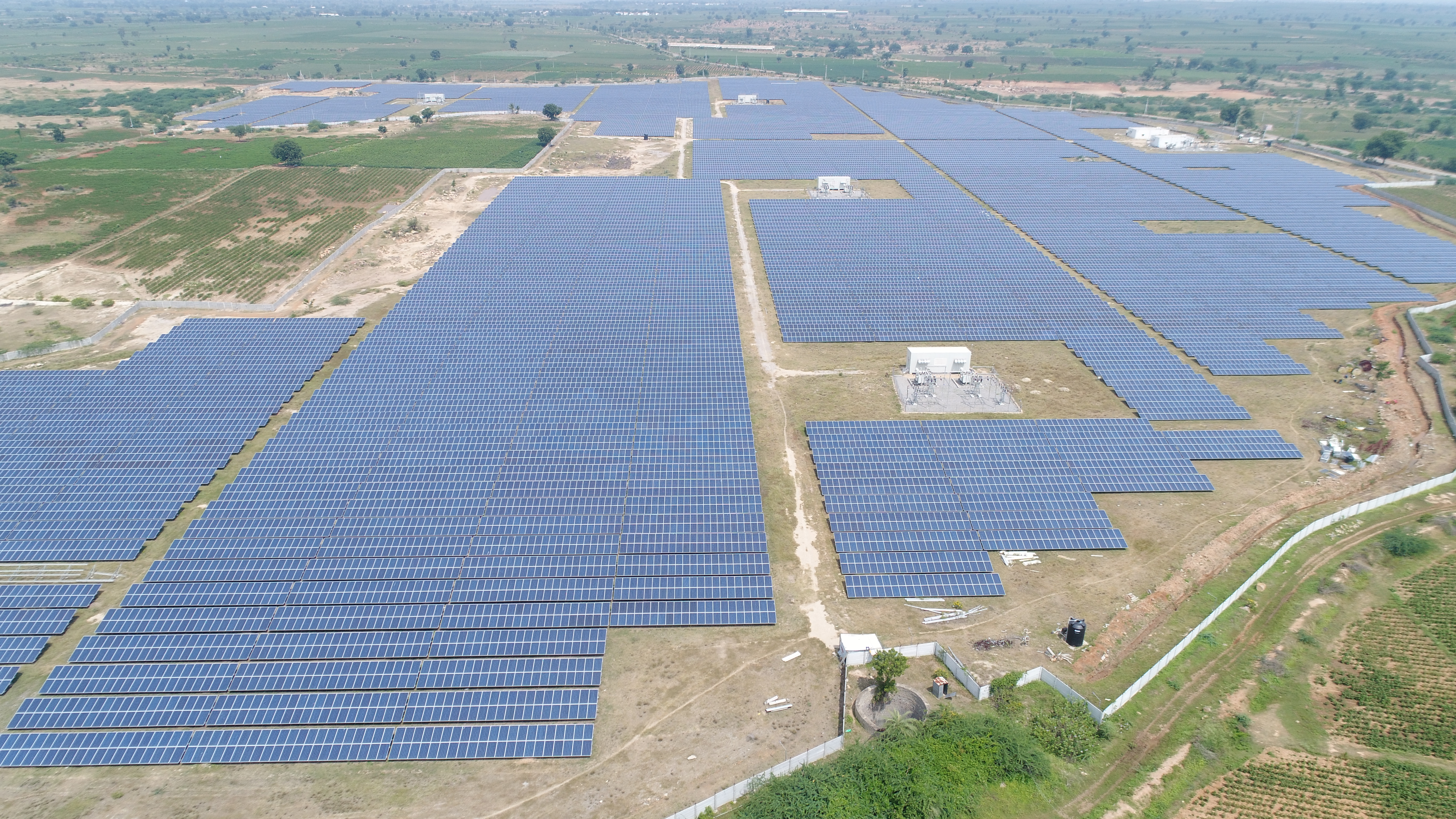
位於印度泰倫迦納邦的泰倫迦納2號太陽能光電發電廠 。

印度迄2019年，由不同再生能源生產的電力。

於2022年，印度再生能源（英語：Renewable energy in India）發電裝置容量佔該國總裝置容量的40%（400吉瓦（GW=10億瓦）中的160吉瓦）。印度是世界第三大電力消費國和世界第三大再生能源生產國。在安永會計師事務所編製的2021年再生能源國家吸引力指數 (Renewable Energy Country Attractiveness Index，簡稱RECAI) 中，印度排名第三，僅次於美國和中國。印度於2023-24財政年度（2023年4月1日-2024年3月31日）計畫對增添風能、太陽能和混合能源50吉瓦發電容量項目進行招標。印度承諾到2030年實現500吉瓦再生能源發電裝置容量的目標。
印度於2016年簽訂《巴黎協定》中的國家自訂貢獻目標中，承諾到2030年將全國總電力的50%產自非化石燃料。 印度中央電力局於2018年制定目標，預定到2030年由非化石燃料發電量佔全國總發電量的50%。印度也設定迄2022年再生能源發電量達到175吉瓦、到2030年達到500吉瓦的目標。然而迄2022年底，印度再生能源發電量達到175吉瓦的目標並未達成，印度國會工作小組將其歸咎於屋頂太陽能光電模組及風力發電機裝置數量不足所導致。
截至2020年9月，印度已有89.22吉瓦太陽能發電項目投入運營，有48.21吉瓦項目處於不同的建設階段，25.64吉瓦項目處於不同的招標階段。於2020年，全球當時前5大太陽能園區中有3座位於印度，包括位於拉賈斯坦邦，全球最大的2,255百萬瓦（MW）巴德拉太陽能光電園區 、位於卡納塔克邦，全球第二大的2,000MW帕瓦加達太陽能發電園區和位於安德拉邦的1,000MW庫諾爾超大型太陽能發電園區。印度擁有強大的風電設備製造基礎，有20家製造商，生產53種不同型式的風力發電機，具有國際品質，最大單機發電容量達到3MW，並出口到歐洲、美國等國家。
太陽能、風能和川流式發電是環保且價廉的能源，它們在印度被用作"必須運行"的能源，以滿足基本負荷，以及會產生污染和依賴外國進口的燃煤發電廠越來越多從"必須運行的基本負載"發電轉移到負載追隨式發電（中等價位、依據需求進行調整及不必不間斷運作的發電方式），以滿足用電高峰的需求。印度的部分日常用電高峰已由水力發電的尖峰負載發電廠提供，太陽能和風能發電，加上儲能可達4小時的電池系統作為可調度電力來源，與新建燃煤和燃氣發電廠相比，其在無政府補貼的情況下已具成本優勢。
印度發起組織國際太陽能聯盟（ISA），有121個國家參與。印度是世上第一個在1980年代初期設立非常規能源部（印度新能源與再生能源部（MNRE））的國家。印度太陽能公司（SECI）是一家公共部門企業，負責印度太陽能產業的發展。水力發電則由印度電力部（而非MNRE）管轄。

## 與各國比較

### 全球排名
印度人口數目全球排名第一，佔世界人口的17%。印度能源消耗量在全球排名第三。根據安永會計師事務所於其編製的2021年再生能源國家吸引力指數（RECAI），印度在再生能源發電裝置容量和投資的排名如下：

### RECAI排名
美國、中國及印度於2021年的RECAI分數（和排名）如下：
| 發電能源         | 印度      | 美國 | 中國 |
| ---------------- | --------- | ---- | ---- |
| 太陽能光電模組   | 62.7 (1)  | 57.6 | 60.3 |
| 聚光太陽能熱發電 | 09.2 (4)  | 46.2 | 54.3 |
| 水力發電         | 46.4 (3)  | 57.6 | 60.3 |
| 生物燃料         | 47.4 (10) | 45.3 | 52.8 |
| 陸上風力發電     | 54.2 (6)  | 58.1 | 55.7 |
| 離岸風力發電     | 28.6 (29) | 55.6 | 60.6 |
| 地熱能發電       | 23.2 (16) | 46.0 | 31.7 |

## 未來目標
截至2023年3月31日，印度再生能源發電裝置容量為125.159吉瓦。該國政府已宣布，除在2017年至2022年期間陸續上線發電的50吉瓦燃煤發電容量之外，不會增建新的燃煤發電廠。
| 目標年份 | 再生能源發電容量目標 (吉瓦) | 說明 |
| -------- | --------------------------- | --- |
| 2030年   | 500                         | 包含核能發電及大型水力發電（>25MW）。 於2019年聯合國氣候變化大會中宣告,比在2016年4月的裝置容量，太陽能的增加15倍及風能的增加2倍。 |
| 2022年   | 175                         | 不包含核能及大型水力發電 包含100吉瓦太陽能、60吉瓦風能、5吉瓦小型水力、10吉瓦生物質能及0.168吉瓦廢棄物轉製能源發電。              |

## 目前裝置容量

### 逐年再生能源發電趨勢
再生能源逐年發電量（單位：太瓦時，即萬億瓦時）。
| 發電能源             | 2014–15財年 | 2015–16財年 | 2016–17財年 | 2017–18財年 | 2018–19財年 | 2019–20財年 | 2020–21財年 | 2021–22財年 | 2022-23財年 |
| -------------------- | ----------- | ----------- | ----------- | ----------- | ----------- | ----------- | ----------- | ----------- | ----------- |
| 大型水電             | 129.2       | 121.4       | 122.3       | 126.1       | 135.0       | 156.0       | 150.3       | 151.7       | 162.06      |
| 小型水電             | 8.1         | 8.4         | 7.73        | 5.1         | 8.7         | 9.4         | 10.3        | 10.4        | 11.17       |
| 太陽能               | 4.6         | 7.5         | 12.1        | 25.9        | 39.3        | 50.1        | 60.4        | 73.5        | 102.01      |
| 風能                 | 28.2        | 28.6        | 46.0        | 52.7        | 62.0        | 64.6        | 60.1        | 68.6        | 71.81       |
| 生物質能             | 15.0        | 16.7        | 14.2        | 15.3        | 16.4        | 13.9        | 14.8        | 16.1        | 16.02       |
| 其他                 | 0.4         | 0.3         | 0.2         | 0.4         | 0.4         | 0.4         | 1.6         | 2.3         | 2.53        |
| 合計                 | 191.0       | 187.2       | 204.1       | 228.0       | 261.8       | 294.3       | 297.5       | 322.6       | 365.59      |
| 公用事業發電量合計   | 1,105       | 1,168       | 1,236       | 1,303       | 1,372       | 1,385       | 1,373       | 1,484       | 1,617.42    |
| % 佔印度總發電量比例 | 17.28%      | 16.02%      | 16.52%      | 17.50%      | 19.1%       | 21.25%      | 21.67%      | 21.74%      | 22.60%      |

### 印度併網總電量(含非再生能源和再生能源）
下表顯示迄2020年3月所有能源的現有發電裝置容量，包括來自再生能源的141.6吉瓦。自2019年起，印度電力部下屬的水力發電也計入印度新能源與再生能源部的再生能源購買義務（REPO）目標，根據此目標，各邦（省份）的DISCOM（配電公司）必須採購一定比例的再生能源電力，分為太陽能和非太陽能兩類。
| 種類       | 能源                   | 發電裝置容量 (吉瓦) | 百分比  |
| ---------- | ---------------------- | ------------------- | ------- |
| 非再生能源 | 煤碳                   | 205.1               | 56.09%  |
| 非再生能源 | 天然氣                 | 25.0                | 6.84%   |
| 非再生能源 | 柴油                   | 0.5                 | 0.14%   |
| 非再生能源 | 核能                   | 6.7                 | 0.36%   |
| 非再生能源 | 非再生能源 小計        | 237.3               | 63%     |
| 再生能源   | 大型水力發電           | 45.7                | 12.05%  |
| 再生能源   | 小型水力發電           | 4.7                 | 1.29%   |
| 再生能源   | 太陽能                 | 38.8                | 10.61%  |
| 再生能源   | 風能                   | 38.7                | 10.59%  |
| 再生能源   | 生物質能               | 0.2                 | 0.05%   |
| 再生能源   | 廢棄物轉製能           | 0.2                 | 0.05%   |
| 再生能源   | 再生能源 小計          | 135.0               | 37%     |
| 合計       | 非再生能源加計再生能源 | 365.6               | 100.00% |

### 離網再生能源裝置容量
印度截至2019年7月31日的離網再生能源發電容量為：
| 來源                          | 總裝置容量 (吉瓦) |
| ----------------------------- | ----------------- |
| 太陽能光電                    | 0.94              |
| 生物質氣化                    | 0.17              |
| 廢棄物轉製能                  | 0.19              |
| 合計                          | 1.20              |
| 其他再生能源系統              |                   |
| 家庭式生物燃氣生產設備 (單位) | 5,028,000         |
| 水車/微型水力發電 (單位)      | 2,690/72          |

## 再生能源發電

### 水力發電
印度的水力發電裝置容量排名全球第五。截至2020年3月31日，印度公用事業規模水力發電裝置容量為45,699MW，佔總公用事業發電量的12.35%。
印度另外安裝有小型水力發電機組，總容量為4,380MW（佔公用事業發電總量的1.3%）。小型水力發電的定義為銘牌容量不超過25MW的發電量，歸由印度新能源與再生能源部 (MNRE) 管轄，而發電容量在25MW及以上的大型水力發電廠則歸由印度電力部管轄。
印度擁有巨大的抽水蓄能發電潛力，可經濟的將風能、太陽能和川流式發電等不可調度的再生能源轉換為基本/尖峰負載供電，以滿足該國整體能源需求。

### 太陽能

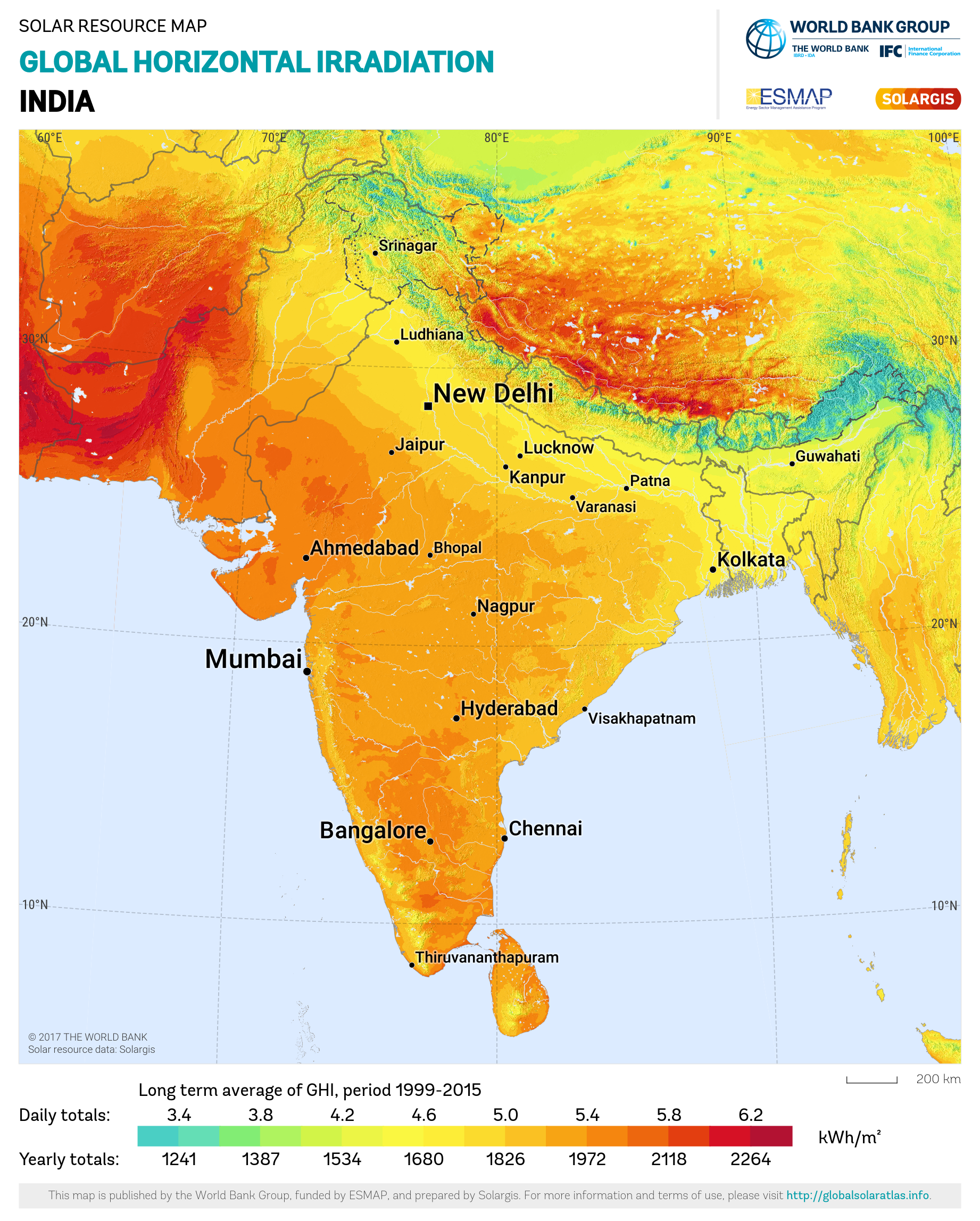
印度地區的地面太陽輻射。（2018年，每年千瓦時/平方公尺）

印度人口稠密，日照強大，是有利該國使用太陽能的兩大因素。 印度政府於2009年11月宣佈根據《國家氣候變化行動計畫》啟動印度國家太陽能任務。此項任務由時任總理的曼莫漢·辛格於2010年1月11日啟動，目標是到2022年讓印度電網容量達到20吉瓦，離網裝置容量達到2吉瓦，該目標後來被新上任的總理納倫德拉·莫迪領導的政府於2015年聯邦預算中增加到100吉瓦。印度如能實現國家太陽能任務設定的目標，將可奠定其成為全球太陽能發電領導者的地位。該任務的最終目的是讓太陽能發電能在2022年無論是在價格上還是品質上，達到與傳統電力同等的地位。國家太陽能任務也以更通俗的名稱"印度太陽能" - 用於宣傳和易被百姓了解。這項任務的早期目標是到2013年安裝1,000MW發電能力，並在2022年最後階段結束時鋪設面積達20×106平方公尺（220×106平方英尺）的太陽能光電板。莫迪政府針對太陽能發電又啟動另一項倡議，即"太陽能發電園區計劃"，目的在迄2025-26財政年度建立50個500MW及以上的太陽能光電發電園區，累計容量約為38吉瓦。.
印度總理莫迪和法國總統法蘭索瓦·歐蘭德於2015年11月30日發起成立國際太陽能聯盟（ISA）。 ISA由121個太陽能資源豐富的國家組成，部分或全部位於北迴歸線和南迴歸線之間，有幾個區外國家也加入此組織。 ISA在成員國家中推廣和發展太陽能，目標是到2030年促成1兆美元的投資。印度石油公司於2019年8月表示希望在再生能源項目上投資2,500億盧比（約值35.7億美元）。
印度大部分地區無輸電網路，因此太陽能發電的首批應用之一是抽水，開始取代印度的四百到五百萬具柴油動力水泵（每個水泵消耗約3.5千瓦電力）以及離網照明用途。一些大型太陽能光電發電項目已被提出，塔爾沙漠中有35,000平方公里（14,000平方英里）區域被預留用於太陽能光電發電項目，全部開發將足以產生700至2,100吉瓦的電力。印度的太陽能光電持續以113%的年增率成長，目前的發電成本已降至每千瓦時4.34印度盧比（5.2美分）左右，比燃煤發電廠的平均發電成本低18%左右。
印度中央政府設立3.5億美元的基金以大力推動太陽能發電，Yes Bank（主要股東為印度國家銀行）預備50億美元的貸款額度（約於2018年1月）供太陽能開發項目之用。在2018年1月的再生能源發電水準上另外增加115吉瓦發電容量的招標程序已於2019-20財政年度年底完成。
印度也是世界上首個，及唯一有100%太陽能供電的機場國家（位於喀拉拉邦的科欽國際機場）。印度還在阿薩姆邦最大城市古瓦哈蒂擁有一座100%太陽能供電的火車站。印度首個，也是最大的浮動太陽能光能發電廠建於喀拉拉邦瓦亞納德縣的Banasura Sagar水庫上。
由聯合國環境署支持的印度太陽能貸款計畫，因幫助建立太陽能家用發電系統的融資計畫而贏得全球能源永續發展金球獎（Energy Globe World award for Sustainability）。在印度，特別是在尚無電網聯結的印度南部農村地區，在三年期間已有超過16,000個家用太陽能發電系統經由2,000家銀行分支機構融資而裝設。
印度太陽能貸款計畫於2003年啟動，是聯合國環境署、聯合國環境署羅斯基德中心（設於北歐的丹麥）以及印度兩家最大銀行（皆為公營銀行） - 卡納拉銀行和辛迪加銀行之間所建立的為期四年的合作夥伴關係。

### 核電
截至2020年11月，印度有10座在建核子反應爐，總發電裝置容量為8吉瓦，既有的7座核電廠擁有23座運行中的核子反應爐，總裝置容量為7.4吉瓦（佔印度總發電量的3.11%） 。核電是印度第五大發電能源，次於煤碳、水力、太陽能、風能和天然氣發電。

### 生物能源

#### 生物質
印度位於熱帶，陽光及雨水充足，是生物質生長的理想環境。該國巨大的農業產能提供大量可用於生產熱能和電力的農業殘留物。根據公營的非銀行財務機構印度再生能源發展機構（IREDA） ，"生物質能補充約2.6億噸煤碳"，"每年可節省約2,500億盧比進口成本。"估計印度此類能源潛力中有16,000MW產自生物質，和另外使用甘蔗渣進行熱電聯產產生的3,500MW。可用於發電的生物質有甘蔗渣、稻殼、稻草、棉稈、椰子殼、大豆殼、榨油後植物殘渣、咖啡渣、黃麻渣、花生殼和木材鋸屑等。
| 農業殘留物種類     | 數量（年百萬噸） |
| ------------------ | ---------------- |
| 各種豆類和穀物秸稈 | 225.50           |
| 甘蔗渣             | 31.00            |
| 稻殼               | 10.00            |
| 花生殼             | 11.10            |
| 植物莖             | 2.00             |
| 各種豆類莖         | 4.50             |
| 其他               | 65.90            |
| 合計               | 350.00           |

##### 生物燃氣
印度於2018年設定目標，安裝5,000個大型商業型生物燃氣廠以生產1,500萬噸（62百萬立方米/日）生物燃氣/壓縮生物燃氣，每座廠每天可生產12.5噸壓縮生物燃氣。工廠廢棄的有機固體經焦化後可用於現有燃煤電廠作為輔助燃料，節約煤碳消耗。
同期印度的小型家庭式生物燃氣設施數量達到398萬座。

##### 生物蛋白
主要成分為甲烷的生物燃氣，也可通過培養甲基球菌，以極少的土地和水資源生產出富含蛋白質的飼料，供家牛、家禽和魚類養殖用途。這些生物蛋白工廠所產生的二氧化碳可循環用於生成合成甲烷。同樣，電解水和甲烷化過程中產生的氧氣可用於培養甲基球菌。印度透過這些綜合工廠可將豐富的再生能源潛力轉化為高價值食品，而不會造成水污染或溫室氣體排放，以更少的農業/畜牧業人力部署，更快實現糧食安全。

##### 廢棄物轉製能源
印度城市地區每年約產生約5,500萬噸都市固體廢棄物（MSW）和380億升污水。工業也產生大量固體和液體廢棄物。預計印度的垃圾數量將在未來迅速增加。隨著越來越多人遷移到城市、收入增加及消費水準上升，廢棄物數量也會隨之上升。估計印度的人均垃圾產生量每年將以約1-1.33%的速度增長。這對處置所需的土地面積、收集和運輸的成本以及城市固體廢棄物增加的環境後果產生重大影響。
印度長久致力於厭氧消化和生物燃氣生產技術的發展。該國建有廢水處理廠，利用污水氣體生產再生能源。但仍有巨大的未開發潛力。此外有些工廠還將釀酒業產生的廢棄物轉化為生物燃氣，用於燃氣以生產電力。廢棄物轉製電力領域中的知名公司有：
- A2Z集團（英语：A2Z Group）旗下所屬公司
- 漢傑生物科技能源（Hanjer Biotech Energies）
- 拉姆基環境工程有限公司（Ramky Enviro Engineers Ltd）
- Arka BRENStech私人有限公司（Arka BRENStech Pvt Ltd）
- 日立造船印度私人有限公司（Hitachi Zosen India Pvt Limited）
- 克拉克能源公司（英语：Clarke Energy）
- 奧瑞斯集團（ORS Group）
- 旁遮普再生能源系統私人有限公司（英语：Punjab Renewable Energy Systems Pvt. Ltd.）

#### 生物燃料和有機化學品
生物質將在印度能源領域自給自足和碳中和方面發揮重要作用。

##### 乙醇
印度消費的汽油產品中有85%仰賴進口，於2020-21財政年度的進口成本為550億美元，印度設定到2025年在國內消費汽油中摻入20%乙醇的目標，可節省40億美元（約3,000億印度盧比）的進口成本，印度提供財政支持利用稻米、小麥、大麥、玉米、高粱、甘蔗、甜菜等生產乙醇。印度汽油產品於2022年達到最高的乙醇平均摻入水平（10%） ，按照國家生物燃料政策的設想，到2025年將實現20%的乙醇混合率。
乙醇由甘蔗糖蜜和部分穀物生產，可與汽油混合。印度並不允許直接由甘蔗或甘蔗汁生產乙醇。政府也鼓勵使用生物質（纖維素）作為原料，進行第二代乙醇（Second Generation (2g) Ethanol）商業生產。

##### 生質柴油
印度的生物柴油市場仍處於早期階段，該國在2016年實現0.001%的最低柴油混入率。最初的重點是由麻瘋樹屬植物生產，因為它的油籽最為適合。一些生命週期評估 (LCA) 研究顯示印度具有生產低碳痲瘋樹屬和藻類生質柴油的潛力。但利用痲瘋樹屬開發生質柴油已碰到許多農藝和經濟限制，現在人們的注意力正在轉向利用廢食用油、其他無法使用的油餾分、動物脂肪和不可食用油作為原料。 生質柴油和生物丙烷由非食用植物油、廢食用油、廢動物脂肪等生產而得。

#### 生物瀝青
碳中性瀝青（又稱生物瀝青也由農作廢棄物等生物質生產，以取代從原油中獲取。

### 風能

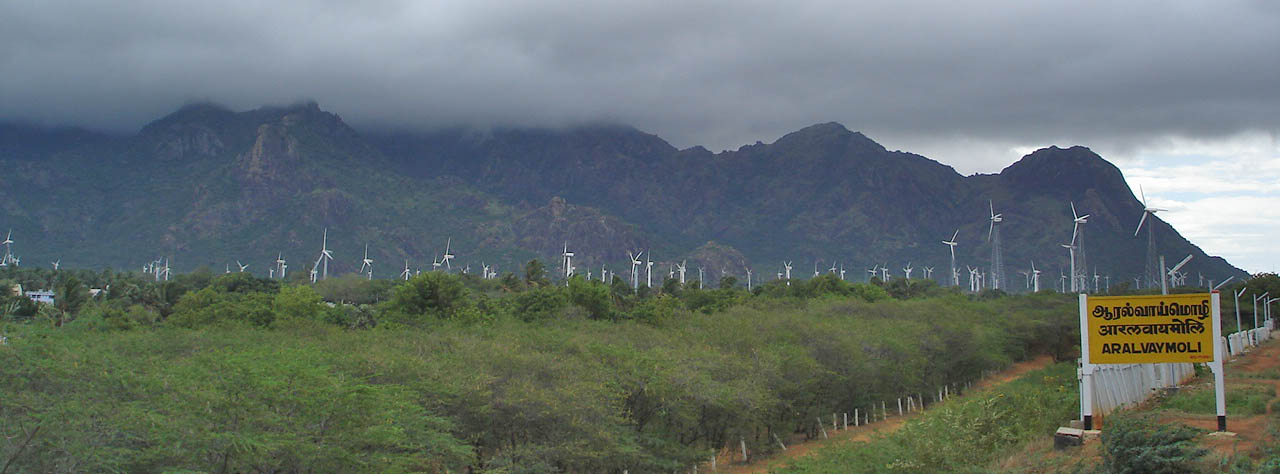
位於坦米爾那都邦的穆潘達爾風電廠，是印度最大的風力發電廠。

印度風電於1990年代開始發展，於過去幾年中有顯著成長。印度風電產業與丹麥或美國相比，相對較新，但因該國對風電的政策支持使其成為全球第四大風電裝置容量的國家。印度截至2018年6月30日的風電裝置容量為34,293MW，[主要分佈在坦米爾那都邦（7,269.50MW）、馬哈拉施特拉邦（4,100.40MW）、古吉拉特邦（3,454.30MW）、拉賈斯坦邦（2,784.90MW）、卡納塔克邦（2,318.20MW）、安得拉邦（746.20MW）和中央邦（423.40MW）風力發電佔印度總裝置容量的10%。印度制定有頗具雄心的目標，到2022年的風力發電量要達到60,000MW。
根據印度電力部於2022年3月發表的報告，該國於2021-22財政年度的風力發電裝置容量為40,355MW，發電量為68,640吉瓦時。
風力發電機僅佔風力發電廠面積的2%，有利於將剩餘空地用於農業、種植園等用途。印度新能源與再生能源部於2018年5月宣佈新的風能與太陽能混合政策。表示同一塊土地將會同時容納風電廠和太陽能光電廠。
印度目前最大的風力發電廠列表如下表：
| 風力發電廠                             | 地點                                   | 所在邦         | MW                              | 營運商                 | 參考文獻      |
| -------------------------------------- | -------------------------------------- | -------------- | ------------------------------- | ---------------------- | ------------- |
| 古吉拉特邦風光混合再生能源園區         | 刻赤縣                                 | 古吉拉特邦     | 11,500 (風能) + 11,500 (太陽能) | 阿達尼集團及蘇日隆能源 | [ 81 ] [ 82 ] |
| 穆潘達爾風電廠                         | 穆潘達爾                               | 坦米爾那都邦   | 1500                            |                        | [ 83 ]        |
| 傑伊瑟爾梅爾風電園區                   | 蘇日隆能源                             | 拉賈斯坦邦     | 1300                            |                        | [ 84 ]        |
| 布拉曼維風電廠（Brahmanvel wind farm） | 帕拉客農產業（Parakh Agro Industries） | 馬哈拉什特拉邦 | 528                             |                        | [ 85 ]        |
| 達爾岡風電廠（Dhalgaon wind farm）     | 嘉德海產出口（Gadre Marine Exports）   | 馬哈拉什特拉邦 | 300                             |                        | [ 86 ]        |
| 查卡拉風電廠（Chakala wind farm）      | 蘇日隆能源                             | 馬哈拉什特拉邦 | 200                             |                        | [ 87 ]        |
| 萬庫薩瓦德風電廠                       | 蘇日隆能源                             | 馬哈拉什特拉邦 | 200                             |                        | [ 88 ]        |
| 瓦士派特風電廠（Vaspet Wind farm）     | ReNew電力                              | 馬哈拉什特拉邦 | 140                             |                        | [ 89 ]        |
| 薩德拉風電廠（Sadla Wind Farm）        | SJVN                                   | 古吉拉特邦     | 50                              |                        | [ 90 ] [ 91 ] |

## 外部連結
- India's National Power Portal and Dashboard （页面存档备份，存于）
- India's Central Electricity Authority （页面存档备份，存于）
- Renewable energy world magazine （页面存档备份，存于）

 维基共享资源上的相關多媒體資源：印度再生能源